# Shkëlzen Maliqi
Shkëlzen Maliqi (ur. 26 października 1947 w Rahovcu) – kosowski dziennikarz, wydawca, działacz praw człowieka.

## Życiorys
Syn Mehmeta Maliqiego, który był sekretarzem we władzach Okręgu Autonomicznego Kosowa w Jugosławii. Uczył się w szkołach w Prisztinie i w Prizrenie. W 1966 Shkëlzen podjął studia filozoficzne na Uniwersytecie Belgradzkim, które ukończył doktoratem w 1978. W latach 1978-1982 pracował na wydziale studiów albańskich uczelni belgradzkiej. Przez kolejne cztery lata pracował w Bibliotece Narodowej w Prisztinie. W latach 1986-1988 kierował albańskojęzycznym pismem Fjala (Słowo).
W 1990 należał do grona założycieli Socjaldemokratycznej Partii Kosowa, którą kierował w latach 1991-1993. Po 1999 zaczął kierować Gani Bobi Center - Instytutem Studiów Społecznych w Prisztinie. W latach 1990-1997 zajmował kierownicze funkcje w kosowskim Komitecie Helsińskim.
W Kosowie i poza jego granicami jest znany jako analityk polityczny, działacz praw człowieka, ale także krytyk sztuki. Należy do grona doradców premiera Albanii, Ediego Ramy.
W czerwcu 2018 władze Serbii uniemożliwiły mu wjazd do tego kraju, gdzie miał wziąć udział w debacie dotyczącej współpracy kulturalnej między Kosowem, a Serbią.

## Publikacje
- 1990: Nyja e Kosoves. As Vllasi as Millosheviqi (Węzeł kosowski. Ani Vllasi, ani Milośević), wyd. Lublana
- 1993: Albansko gandijevstvo na Kosovu (Albański gandyzm w Kosowie), wyd. Klagenfurt
- 1994: Shqiptaret dhe Evropa (Albańczycy i Europa), wyd. Peje
- 1998: Kosova. Separate Worlds: Reflections and Analyses, wyd. Peje
- 1999: Estetika e arealit bizantin, wyd. Peje
- 2001: Alle radici dei confitto (U korzeni konfliktu), wyd. Lecce
- 2011: Why nonviolent resistance in Kosovo failed, wyd. Prisztina
- 2014: Revija malih književnosti : Albanija, wyd. Zagrzeb
- 2022: Arti në rezistencë, wyd. Prisztina

## Teksty w języku polskim
- Albańczycy i Europa [fragm], tł. Dorota Horodyska, Polis 1998/1, s.56-62.
- Dwie prawdy o Kosowie, tł. Dorota Horodyska, Gazeta Wyborcza 27 X 2005.
- Kosowo na rozstajach, tł. Dorota Horodyska, Gazeta Wyborcza 29 III 2000, s.11.